# 格呂施

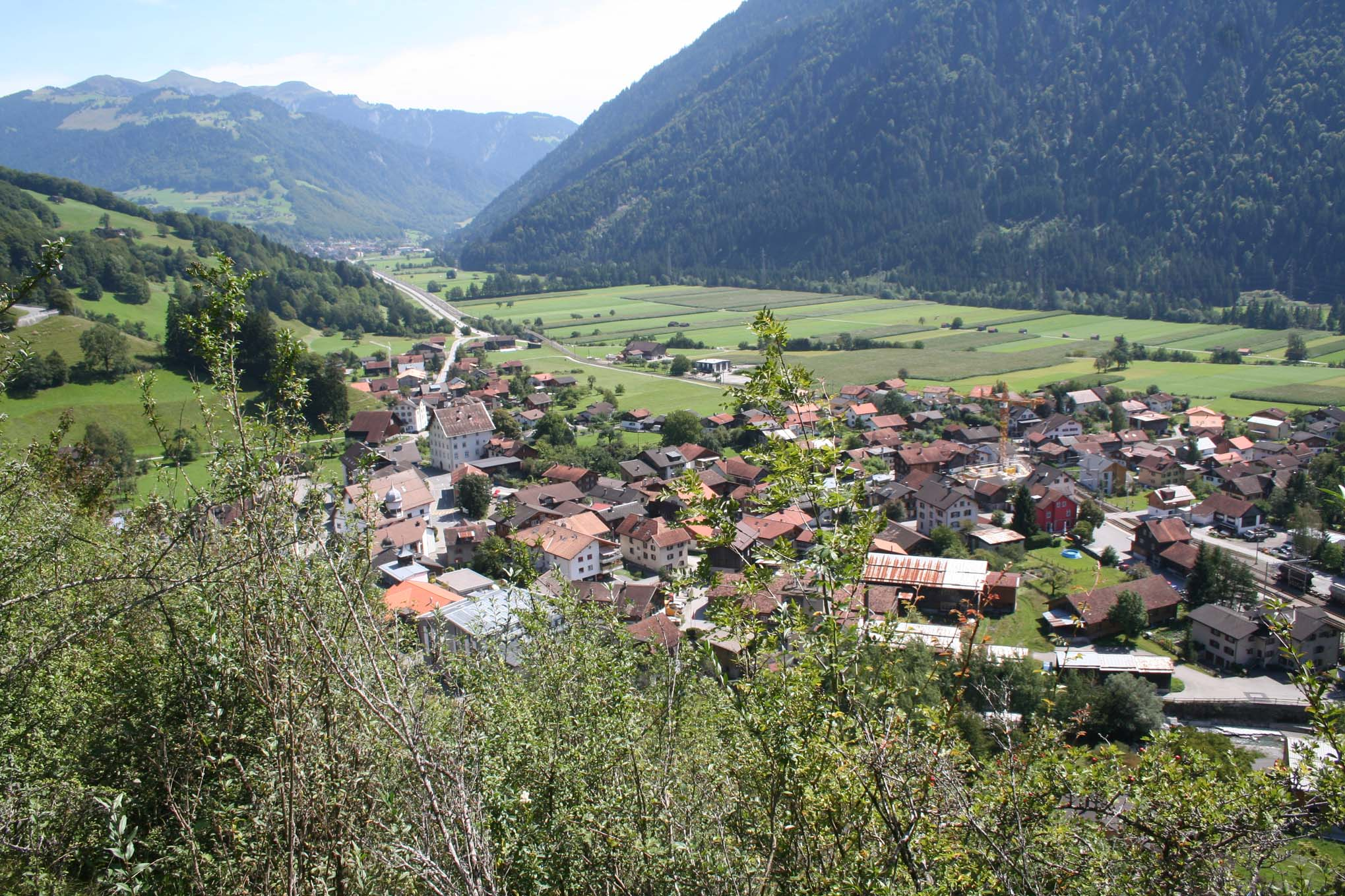

格呂施是瑞士的城鎮，位於該國東部，由格勞賓登州負責管轄，面積43.3平方公里，海拔高度629米，2011年人口1,891，每年平均降雨量1,210毫米，人口密度每平方公里44人。

## 外部連結
- Official website （页面存档备份，存于） （德文）